# Biserica romano-catolică din Bobda
Biserica romano-catolică din Bobda cunoscută și ca Mausoleul de la Bobda, Biserica baronului din Bobda ori Mausoleul Csavossy  este mausoleul familiei baronului Csávossy și o biserică romano-catolică din Bobda, Banat. Clădirea clasicistă, construită după modelul Bazilicii din Esztergom, este acum în ruină. Este înscrisă în lista monumentelor istorice din județul Timiș sub cod LMI TM-II-m-A-06188.

## Istorie

### Construcția mausoleului
Ignác Piedlhauser (maghiarizat ulterior în Csávossy) s-a stabilit în secolul al XIX-lea în Grăniceri (în maghiară: Csávos), iar mai târziu a cumpărat un conac în Bobda, din apropiere. Fiul său, Gyula Csávossy, a început construcția aici în anii 1860: un conac cu 42 de camere și, în fața ei, o criptă familială de proporții impresionante.
Mausoleul a fost construit ca o replică în miniatură a Bazilicii din Esztergom, care era finalizată la acea vreme. A fost sfințită în 1908, iar la sugestia fiului lui Gyula, Elemér Csávossy, și elev al călugărilor iezuiși, a fost dedicată în onoarea Inimii lui Isus.

### Mausoleul familiei și biserica
La început, capela de deasupra criptei goale era folosită și ca loc de celebrare a Sfintei Liturghii. De cinci ori pe an se ținea aici Sfânta Liturghie, iar în duminicile obișnuite mergeau la biserica parohială din satul vecin.
În iarna anilor 1909 – 1910, Elemér și-a vizitat tatăl, deoarece, ca și călugăr, trebuia să renunțe la averea sa. Gyula a scris apoi un testament prin care a lăsat biserica romano-catolicilor din Bobda, cu condiția ca aceștia să aibă grijă de clădire. În ianuarie 1911, a doua soțiea lui Gyula, Jozefa, a murit și a fost înmormântată în cripta familiei. Până în septembrie - nu în ultimul rând din cauza conflictelor familiale legate de testament - starea de sănătate a baronului Gyula s-a deteriorat și a murit Elemér l-a înmormântat personal în mauzoleul din Bobda.
În 1920, conform Tratatului de la Trianon, moșia a fost transferată Regatului României, iar conform reformei agrare, frații lui Elemér au trebuit să împartă pământul în rândul locuitorilor satului. În octombrie 1928 a fost predată și biserica (ceremonia fiind imortalizată pe o carte poștală), apoi cei doi frați au vândut proprietățile rămase pe numele lor și au emigrat în Elveția și Canada.

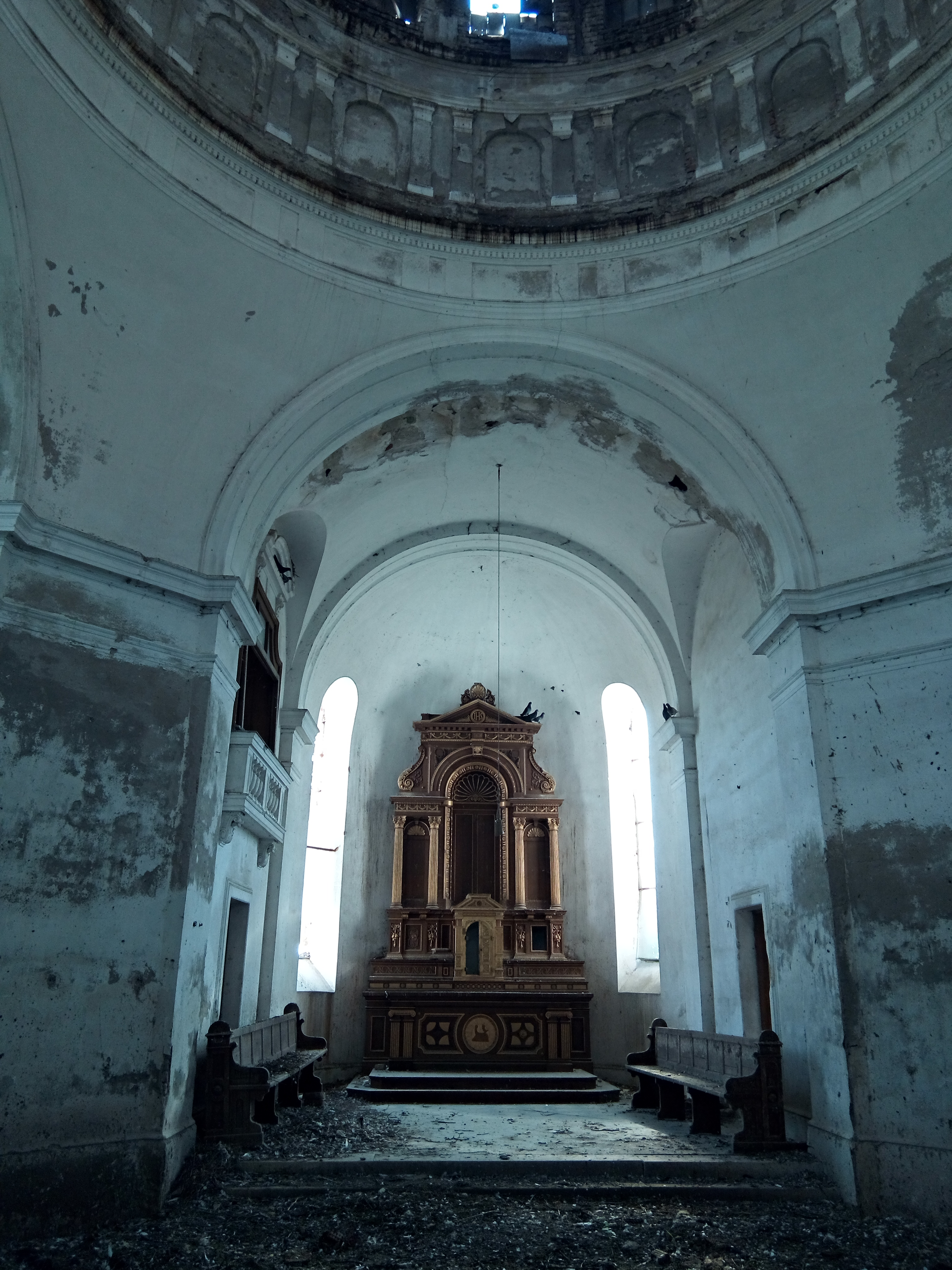
Sanctuarul în mai 2018

### Declinul
În anii 1930, în capela mausoleului se țineau încă în mod regulat slujbe, dar după cel de-al Doilea Război Mondial a fost jefuită împreună cu satul. Primarul a încerat să naționalizeze mausoleul; În 1946, a spart cripta „în căutarea aurului burghez și a pietrelor prețioase”, pentru care a fost condamnat la doi ani de închisoare. La începutul anilor 2000, cripta a fost vandalizată osemintele familiei Csávossy au fost risipite; ele au fost reînhumate în cimitirul satului de către ultimul clopotar, József Vasar, cu ajutorul parohului din Jimbolia.

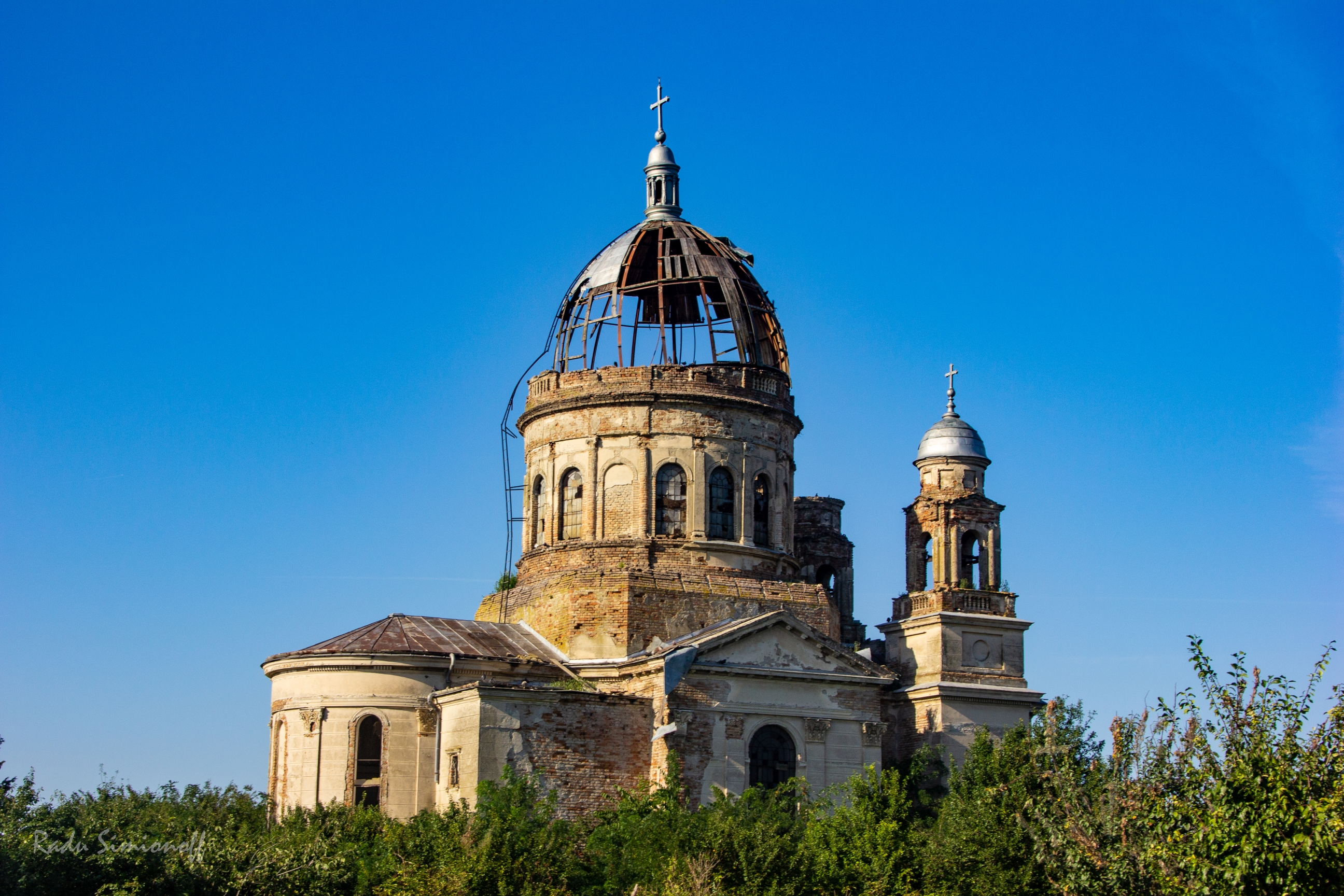
Clădirea cu cupola prăbușită în august 2020

Clădirea și mobilierul ei au rămas multă vreme în într-un stadiu avansat de deteriorare, iar majoritatea comunității catolice a fugit sau a fost deportată (între 1951 și 1956, șaizeci de persoane din Bobda au fost duse în lagărele de muncă forțată din Bărăgan). Ultima Sfântă Liturghie a fost săvârșită în jurul anului 1983. Până la începutul anilor 2010, în sat mai erau doar doi catolici. La acea vreme, proprietatea mausoleului a fost transferată Diecezei de Timișoara; cu toate acestea, dieceza nu a putut suporta costurile renovării, care inițial se concentrau pe conservarea structurii existente, iar clădirea a fost lăsată în voia sorții. Acoperișul turnului din dreapta a fost smuls de o furtună, vitraliile, mânerele ușilor, tablourile, obiectele de cult și cea mai mare parte a mobilierului au fost furate. S-a încercat și furtul orgii, dar a fost scăpată de la etaj și a fost distrusă. Ultima familie romano-catolică a tras clopotele zilnic până când clădirea a fost declarată nesigură și închisă. Cupola s-a prăbușit în 2020. De asemenea, în Bobda se obișnuiește să tragă clopotele atât în biserica ortodoxă, cât și în cea catolică, în cazul unui deces.

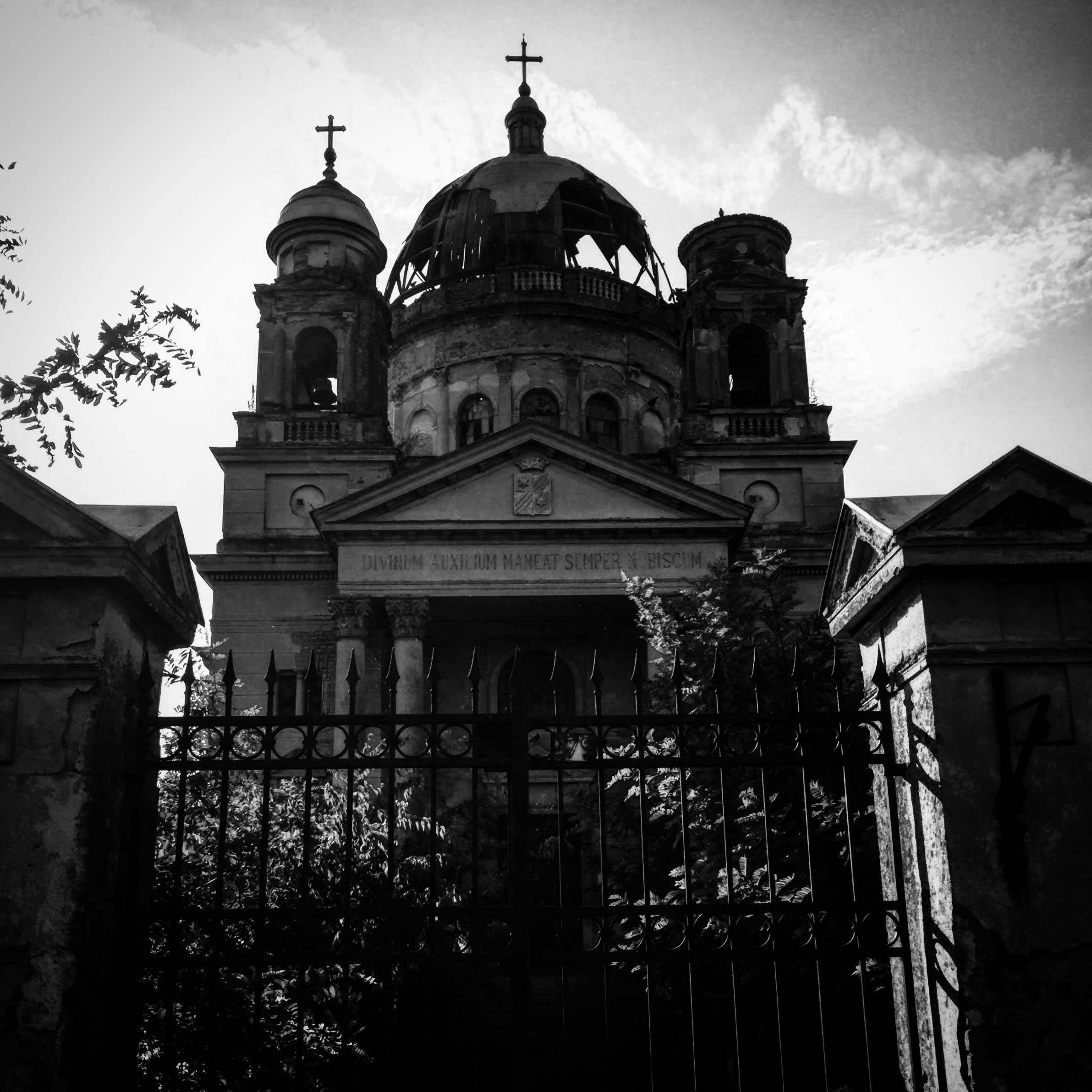
Mausoleul în octombrie 2018

Au existat mai multe încercări nereușite de a o salva. În 2012, Facultatea de Arhitectură din cadrul Universitatății Politehnica din Timișoara a estimat costul restaurării la 300.000 de euro, moment în care erau observate încă pagube structurale. Descendenții foștilor locuitori ai satului care locuiesc în Germania au contribuit cu o parte din suma necesară (30.000 de euro), însă aceasta a dispărut fără nicio urmă. În 2021, clădirea tot mai ruinată a fost scanată cu un scaner 3D și curățată de către voluntarii asociației Ambulanța pentru Monumente, a cărei principal susținător este Regele Charles. În același an, a fost preluată de administrația locală a comunei Cenei, iar apoi de către Direcția pentru Protecția Monumentelor și Patrimoniului Cultural din județul Timiș. În vara anului 2022, voluntarii Asociației Prin Banat au desfășurat lucrări de conservare a clădirii.

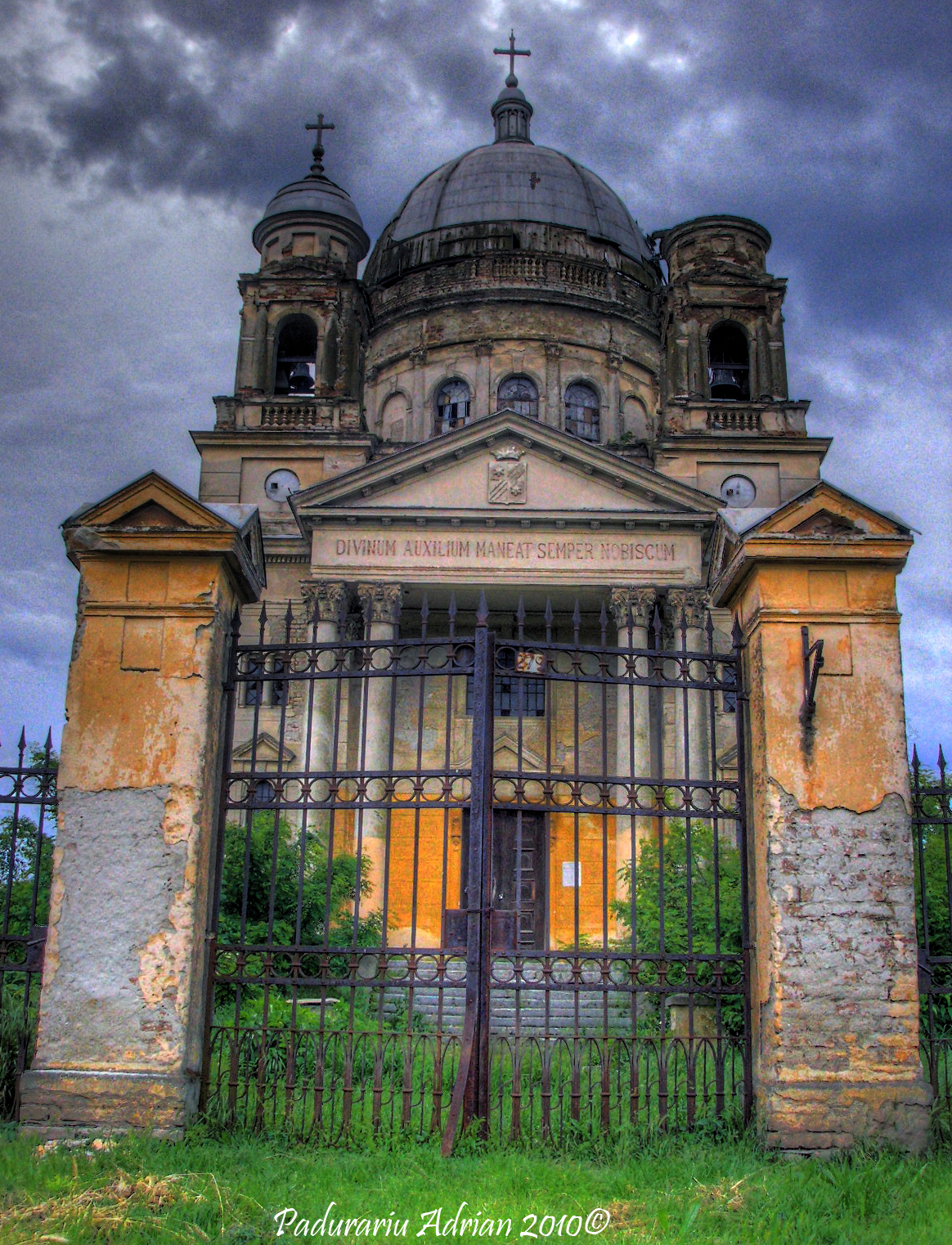
Fațada principală în 2010

## Clădirea
Mausoleul a fost construit în stil clasicist fiind o replică în miniatură a Bazilicii din Esztergom. Este decorat cu timpane și cupole; pe fațada sa se află rugăciunea „DIVINUM AUXILIUM MANEAT SEMPER NOBISCUM” (Ajutorul divin să rămână mereu cu noi). Clopotele sale au fost turnate în atelierul lui Antal Novotny din Timișoara, iar vitraliile sale au fost comandate de la Munchen.
Clădirea poate găzdui 300 de persoane, ceea ce corespundea întregii populații catolice din Bobda la momentul construcției. Cripta sa a fost dimensionată pentru a oferi un loc de înmormântare pentru cuplul baronial, pentru cei doisprezece copii ai lor și chiar pentru nepoții lor.

## Link-uri externe
- Papd, Hazajáró (în maghiară)
- „Temesköz – Temesvár és vidéke”. Hazajáró. 185. epizód. 7:19–8:32. (în maghiară) Hozzáférés: 2022. december 5.
- Die Kirche des Barons aus Bobda, Prin Banat (în germană)